# Szamosvölgyi Vasút

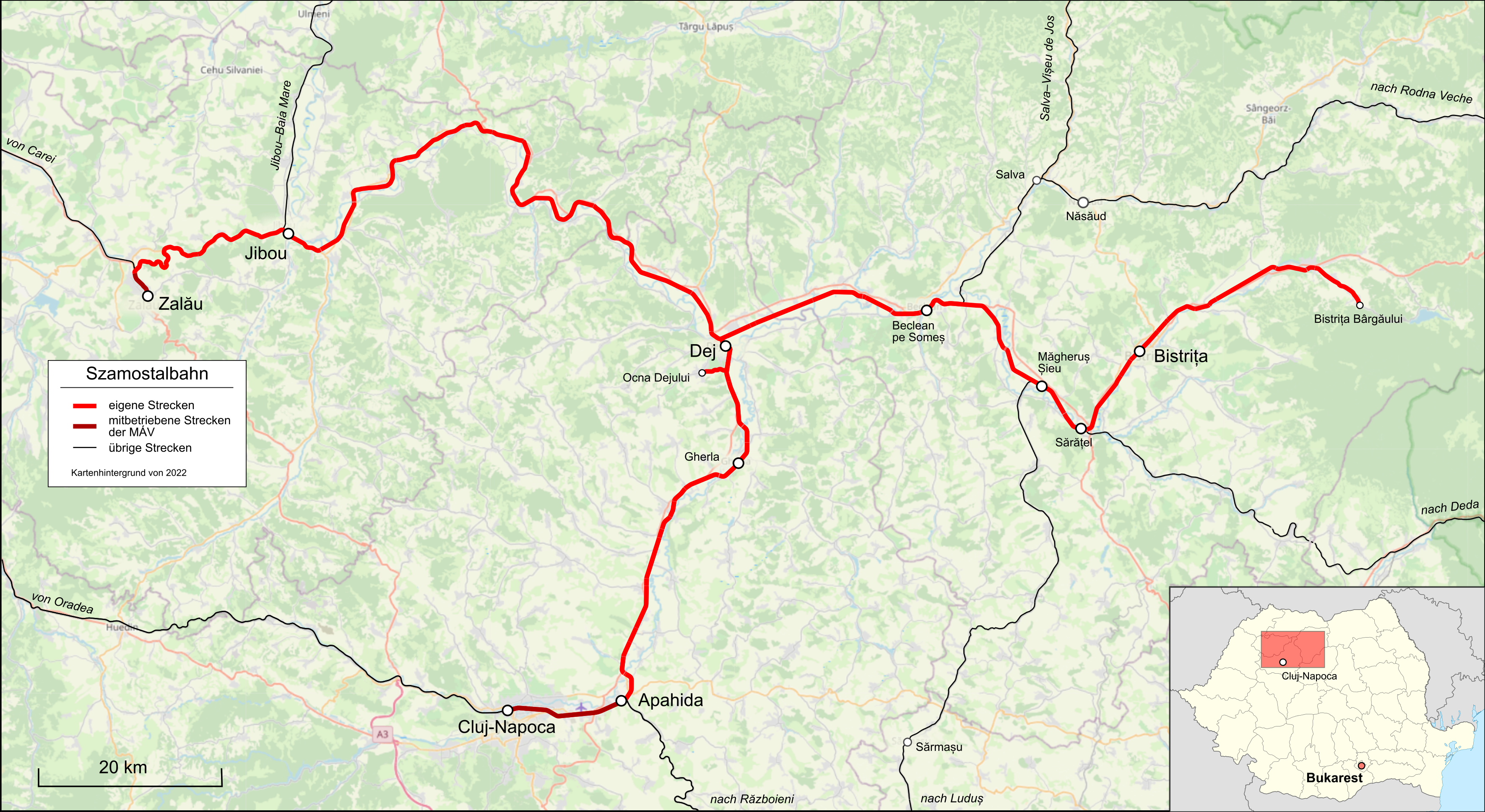
Netz der Szamosvölgyi Vasút, rumänische Namen

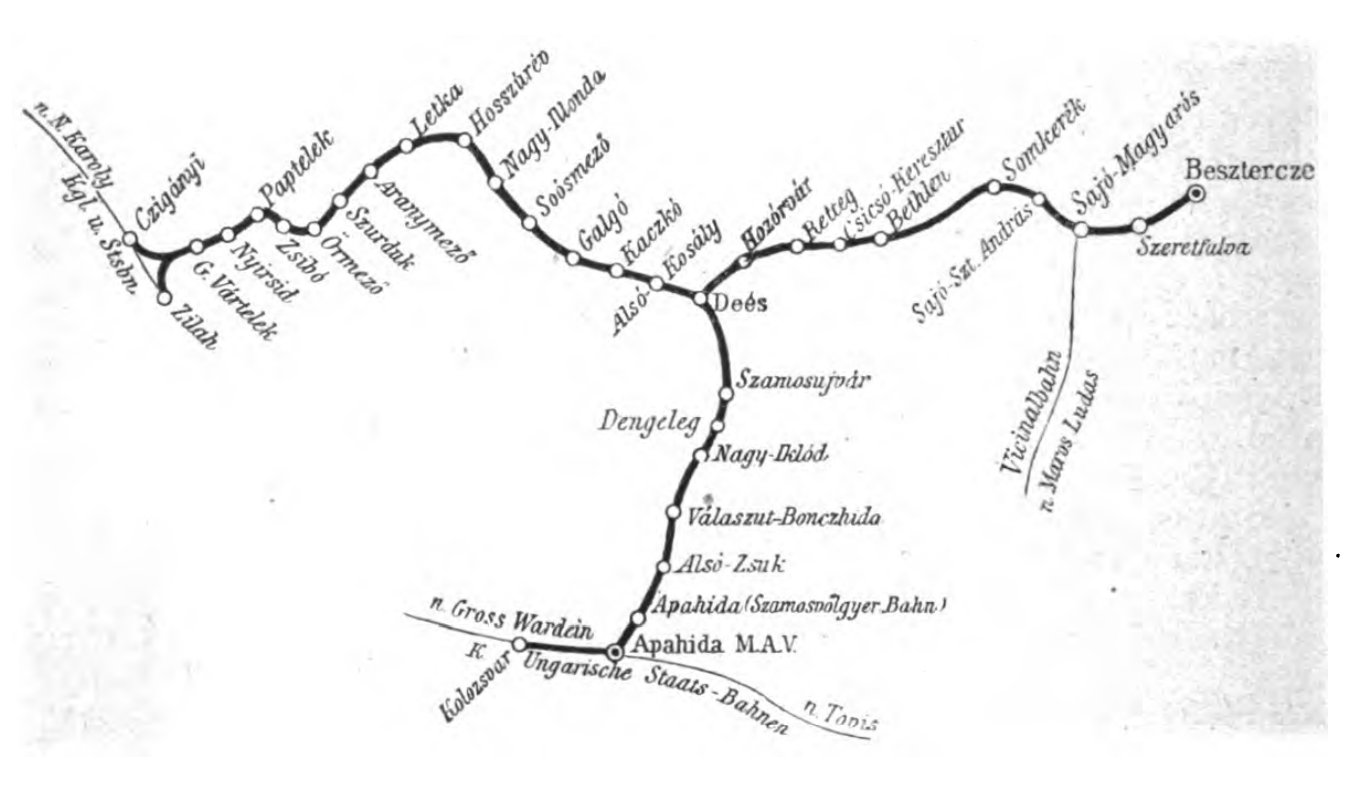
Netz der Szamosvölgyi Vasút von 1891, ungarische Namen

Die Szamosvölgyi Vasút, kurz SzvV, war ein privates Eisenbahnunternehmen in Ungarn, dessen Verkehrsgebiet in Siebenbürgen im heutigen Rumänien lag. Die Aktiengesellschaft hatte ihren Sitz in Dej, ihr deutscher Name war Szamosvölgy-Eisenbahn. Im deutschsprachigen Raum werden auch die inoffiziellen Bezeichnungen Szamostalbahn und Szamosthalbahn verwendet.

## Geschichte
Die Szamosvölgyi Vasút wurde 1880 gegründet und eröffnete 1881 die 46,68 km lange Bahnstrecke Apahida–Dej im namensgebenden Tal des Szamos, danach folgten Strecken von Dej nach Osten und nach Westen. Das gesamte Streckennetz hatte eine Länge von 238 km und diente hauptsächlich der Erschließung von Wäldern und Bergwerken. Sie hatte in Kolozsvár und in Apahida Anschluss an die ungarische Staatsbahn Magyar Államvasutak (MÁV), in Zalău Anschluss an die Strecke nach Carei und in Șieu-Măgheruș an die Strecke nach Luduș.
Die Gesellschaft hatte auf zwei MÁV-Strecken ein Nutzungsrecht und führte den Betrieb auf der Bahnstrecke Jibou–Baia Mare der Lokalbahn Zsibo–Nagybánya und der Strecke Beclean–Ilva Mică–Rodna (ungarisch Bethlen–Kisilva–Óradna) der Naszódvidéker Lokalbahnen.
| Strecke                     | Länge   | Eröffnung | Bemerkung       |
| --------------------------- | ------- | --------- | --------------- |
| Apahida–Dej                 | 46,7 km | 1881      |                 |
| Salzbahn Dej–Ocna Dejului   | 02,9 km | 1882      |                 |
| Dej–Bistrița                | 60,2 km | 1886      |                 |
| Dej–Jibou–Zalău             | 98,9 km | 1890      |                 |
| Bistrița–Bistrița Bârgăului | 29,7 km | 1898      |                 |
| Cluj Napoca–Apahida         | 12,6 km |           | Strecke der MÁV |
| Zalău–Abzweigung            | 02,6 km |           | Strecke der MÁV |